# Staw Upadowy
Staw Upadowy – zespół dwóch stawów znajdujących się we wschodniej części Katowic, na terenie dzielnicy Janów-Nikiszowiec, przy ulicy Transportowców i ulicy Gospodarczej, powstałe na terenach poprzemysłowych (rejon zlikwidowanego wyrobiska kopalnianego „Upadowa IV”).  
Łączna powierzchnia obydwu stawów wynosi 5,52 ha i znajdują na obszarze bezodpływowym wewnątrz zlewni Rawy. Brzegi stawów są gęsto porośnięte pałką wąskolistną. Właścicielem większego stawu jest Okręg Katowice Polskiego Związku Wędkarskiego. Staw ten jest miejscem połowu – żyją tu głównie sumiki, karpie, liny, karasie i szczupaki. 
Trasą wokół większego stawu przebiega żółta trasa rowerowa nr 5, łącząca Dolinę Trzech Stawów z granicą Katowic i Sosnowca w rejonie Borek przez Szopienice i Roździeń. W pobliżu stawów znajduje się historyczna część Katowic – Kolonia Amandy, a także osiedle Nowy Nikiszowiec.